# Papoea-edelpapegaai
De Papoea-edelpapegaai (Eclectus polychloros) werd  in 1786 geldig beschreven door Giovanni Antonio Scopoli. Het is een edelpapegaai met een groot verspreidingsgebied rond Nieuw-Guinea en verder tot op de Salomonseilanden en het noordoostpuntje van Australië.

## Kenmerken
De vogel is 37 cm lang. Het mannetje is bijna geheel groen met oranjegele bovensnavel en zwarte ondersnavel. De ondervleugeldekveren zijn rood en de vleugelboeg is blauw. Het vrouwtje is rood en blauw gekleurd en donkerbruin en blauw van boven. De kop en borst zijn rood en de buik is blauw, waarbij de onderstaartdekveren weer rood gekleurd zijn. Opvallend is een gele eindrand aan de verder rode staart. Haar snavel is geheel zwart en zij heeft ook een blauwe vleugelboeg.

## Verspreiding en leefgebied
Deze soort kot voor in Noord-Queensland (Australië), Nieuw-Guinea (het Indonesische deel, Papoea-Nieuw-Guinea met de Bismarck-Archipel) en verder de Salomonseilanden. De leefgebieden liggen in de kronen van bosgebieden. De vogels worden in een groot aantal typen bos aangetroffen.

## Status
De Papoea-edelpapegaai heeft een groot verspreidingsgebied en daardoor is de kans op uitsterven gering. De grootte van de populatie werd in 2019 door BirdLife International geschat op 990 tot 1100 duizend volwassen individuen. Om deze redenen staat deze soort als niet bedreigd op de Rode Lijst van de IUCN.